# Amanze Egekeze
Amanze Ikenna Egekeze (Lake in the Hills, 3 dicembre 1995) è un cestista statunitense con cittadinanza nigeriana.

## Palmarès
- Coppa d'Olanda: 1

Donar Groningen: 2022